# Saint-Martin-de-Sallen
Saint-Martin-de-Sallen é uma ex-comuna francesa na região administrativa da Normandia, no departamento de Calvados. Estendeu-se por uma área de 18,28 km². Em 2010 a comuna tinha 597 habitantes (densidade: 32,7 hab./km²).
Em 1 de janeiro de 2016 foi fundida com as comunas de Thury-Harcourt, Caumont-sur-Orne, Curcy-sur-Orne e Hamars para a criação da nova comuna de Le Hom.